# Aspergekorst
Aspergekorst (Jamesiella anastomosans) is een korstmos in de orde Ostropales. Hij groeit in bossen op takken, boomvoeten en zwak geëutrofieerde zure schors. Vooral op zomereik, beuk, maar ook op es, esdoorn, wilg en populier. Ook kan hij voorkomen op rottend hout, bakstenen muren, zuur gesteente van hunnebedden en op de grond over zure levermossen groeiend. Hij leeft in symbiose met de alg Trebouxioid.

## Kenmerken
Aspergekorst is een korstvormig korstmos. Het thallus is zeer dun en grijs tot donkergroen van kleur. Het is bezet met algen en is gedeeltelijk bedekt met doorzichtige tot gelige haren. Apotheciën zijn zeldzaam. Indien aanwezig zijn ze doorschijnend, oranjebruin, plat en vaak na een paar maanden alweer verdwenen. 
Kenmerkend zijn de haakse afstaande haren die met een loep goed te zien zijn en op asperges lijken.

## Verspreiding
In Nederland is aspergekorst vrij algemeen. Hij is niet bedreigd en staat niet op de Nederlandse Rode Lijst.